# Жуау Авеланж
Жуау (Жуан) Авеланж (повне ім'я Жан-Марі Фостен Ґйодефруа де Авеланж; порт. Jean-Marie Faustin Goedefroid de Havelange; João Havelange, 8 травня 1916, Ріо-де-Жанейро — 16 серпня 2016) — бразильський плавець та ватерполіст, пізніше — провідний міжнародний футбольний функціонер. Сьомий президент ФІФА (1974—1998), член МОК (1963—2011).
У 1998—2011 роках почесний президент ФІФА. Багаторазово піддавався критиці за встановлення авторитарного стилю керівництва та корупцію. В 2011 році був змушений був піти у відставку з усіх посад під тиском розслідування його участі в організованій корупції у ФІФА та встановлених фактів отримання ним хабарів на мільйони доларів.

## Олімпійські ігри
Брав участь у двох Олімпійських іграх — у 1936 році у Берліні, як плавець, у 1952 році як гравець національної збірної Бразилії з водного поло. Після завершення спортивної кар'єри перейшов на адміністративну роботу: з 1955 по 1963 рік був членом Національного олімпійського комітету Бразилії, з 1963 по 2011 рік — членом МОК.